# Servei de Salut de Castella - la Manxa
El Servei de Salut de Castella - la Manxa (SESCAM) és l'organisme públic responsable de la prestació del sistema de salut pública a la comunitat autònoma espanyola de Castella - la Manxa.
La seva seu és localitzada al carrer Huérfanos Cristinos, a Toledo, la capital regional. Legalment creat el 2000, no va ser fins que dos anys més tard, l'1 de gener de 2002, quan el SESCAM va assumir els serveis del INSALUD. Des de 2015, Regina Leal serveix com a directora gerent del SESCAM.
La regió és dividida en 8 àrees de salut: Albacete, La Mancha Centro, Ciudad Real, Cuenca, Guadalajara, Talavera de la Reina, Toledo i Puertollano, amb, un número total de 20 hospitals gestionats pel SESCAM, 4 hospitals públics addicionals no gestionats pel SESCAM i 8 hospitals privats (31 de desembre de 2018).